# Guilielmus Xylander
Guilielmus (Guilhelmus) Xylander ou Guillaume Xylander, né Wilhelm Holtzman, le 26 décembre 1532 à Augsbourg, mort le 10 février 1576 à Heidelberg, est un humaniste et philologue allemand. Il a traduit en latin les Pensées de Marc Aurèle et, par ses traductions, apporté d'importantes contributions à la diffusion des mathématiques.

## Biographie
Issu d'une famille de condition modeste, Xylander a fait ses études à Tübingen, et en 1558, à vingt-cinq ans, pris la succession de Jacob Micyllus comme professeur de grec à l'université de Heidelberg. À cette époque, l'institution venait de basculer dans le protestantisme, mais était déchirée entre luthériens et calvinistes.
Xylander a été secrétaire des assemblées convoquées par l'électeur palatin Frédéric III au monastère de Maulbronn pour statuer sur les points débattus par les diverses doctrines protestantes. En 1562, son enseignement à Heidelberg s'est étendu à la logique (avec le titre de publicus organi Aristotelii interpres). Enfin, il a été recteur de l'université de Heidelberg en 1564-1565. Toute sa vie, il a été un partisan du théologien Thomas Erastus qui enseignait alors la médecine dans la même université.
Les gratifications qu’il reçut de ce l'Electeur palatin et du duc de Wurtemberg, tout comme le produit de ses ouvrages, auraient dû l’enrichir ; cependant il passa sa vie dans la misère car, comme le dit Scaliger, il s’enivrait tous les jours. Épuisé par l’excès du travail et miné par l’abus des liqueurs, il mourut le 10 février 1576, à l’âge de 43 ans.
Xylander a édité et traduit de multiples textes de l'Antiquité :
- des œuvres d'Euripide, de Théocrite, d'Étienne de Byzance (Dictionnaire géographique, 1568), de Pausanias (Voyages, édition posthume de Friedrich Sylburg, 1583)
- la traduction latine de plusieurs auteurs grecs, dont Tryphiodore (Bâle, 1548), Dion Cassius (Bâle, 1558), Marc Aurèle (1559), Plutarque (Bâle, 1561-1570), Strabon (Bâle, 1571).

Sa première édition (Editio Princeps, Zürich, 1559) des Pensées de Marc Aurèle se fonde sur un « manuscrit de Heidelberg » désormais perdu ; la deuxième édition de 1568 est augmentée de recueils de mirabilia : ceux d’Antoninus Liberalis, de Phlégon de Tralles, d’un certain Apollonius et d’Antigone de Caryste. Il édite aussi la Chronique de Georgios Kedrenos (1566). Xylander traduit en outre en allemand les six premiers livres des Éléments d'Euclide ainsi que les Arithmétiques de Diophante (1575). Il traduit en latin le De quattuor mathematicis scientiis de Michel Psellos.

## Note
1. ↑  « Quoties erat ebrius » (Scaligerana).

## Source
- Marie-Nicolas Bouillet  et Alexis Chassang (dir.), « Guilielmus Xylander » dans Dictionnaire universel d’histoire et de géographie, 1878 (lire sur Wikisource)